# جشنواره بین‌المللی فیلم ۱۰۰

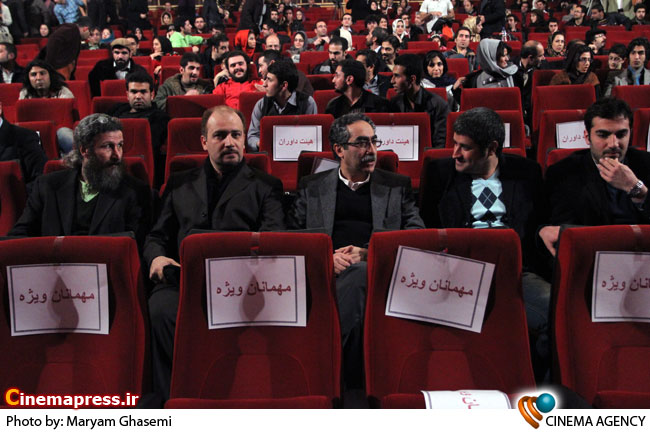
هفتمین جشنواره فیلم ۱۰۰

جشنواره فیلم‌های ۱۰۰ ثانیه ای رقابت فیلمسازان برای تولید فیلم‌های ۱۰۰ ثانیه ای است. این جنبش در سال ۱۳۸۲ توسط بهنام بهادری فیلمساز و از اعضای دفتر تولید فیلم حوزه هنری بنیاد نهاده شد.نخستین دوره آن در شهر کرج برگزار شد و تا دوره سوم در کرج ادامه پیدا کرد این جشنواره توسط  حوزه هنری برگزاری شده است.از دوره چهارم به تهران منتقل شد. و در زمان ریاست فاضل نظری در حوزه استان تهران گسترش یافت. بهنام بهادری از دوره ششم پایه گذار بخش بین المللی نیز   دپس از برگزاری ۶ دوره ملی به جشنواره ای معتبر بین‌المللی تبدیل می‌شود. جشنواره فیلم ۱۰۰ در مسیر خود چالش‌های فراوانی داشته است اما از لحاظ نوع فیلم خلاقانه‌ترین جشنواره فیلم در ایران بوده است و البته جایگاه بین‌المللی خوبی هم پیدا کرده است. از شاخص‌ترین داوران جشنواره می‌توان به کیانوش عیاری، رسول صدر عاملی، نورالدین زرین کلک، رضا میرکریمی عبدالرضا کاهانی، فرهاد ورهرام و … اشاره کرد.

## افتتاح ویترین جشنواره ۱۰۰ در موزه سینما با حضور عزت الله انتظامی[۴]
در اسفند ماه ۱۳۹۰ با حضور محمد حسن پزشک،مدير عامل موزه سينما رسول صدر عاملي، حبيب ايل بيگي، فاضل نظري، حسين رباني غريبي و جمعي از هنرمندان ، عزت الله انتظامي با ابراز خرسندي از حضورش در اين برنامه گفت: به برگزار کنندگان اين جشنواره تبريک مي گويم. فکر مي کنم خيلي دشوار است که فيلمسازي بتواند در 100 ثانيه مطلب را به مخاطب انتقال دهد.

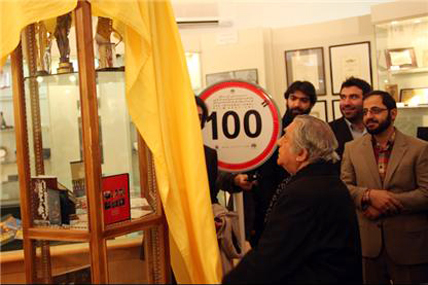
رونمایی از ویترین جشنواره بین المللی فیلم 100 در موزه سینما

انتظامي با تاکيد بر اين که حضور هنرمندان شهرستانها و حتي روستاها در اين جشنواره بسيار ارزشمند است گفت: من معتقدم از دل اين جشنواره و از ميان هنرمنداني که در آن شرکت خواهند کرد، استعدادهاي شگرفي بيرون مي آيد و براي برگزار کنندگان اين جشنواره آرزوي موفقيت مي کنم. انتظامي سپس از ويترين جشنواره بين المللي فيلم ۱۰۰ پرده برداري کرد.

## دوره‌ها

مجید مجیدی، ابراهیم حاتمی کیا، شهریار بحرانی، رضا میرکریمی

### اول، دوم و سوم
این ایده که فیلم‌هایی با ۱۰۰ ثانیه طول با هم رقابت کنند ایده ای نوآورانه بوده که توسط بهنام بهادری-  خالق جشنواره 100 ( فیلمساز و از اعضای دفتر تولید فیلم حوزه هنری) در شهر کرج توسط حوزه هنری کرج به اجرا در می‌آید و تا دوره سوم از سال 1382 در همان شهر به شکل کوچک برگزار شده است و تعداد شرکت کنندگان محدود بوده‌اند.

### چهارم، پنجم و ششم
جشنواره فیلم ۱۰۰ از دوره چهارم در سال ۱۳۸۵ به تهران می‌آید و به دبیری فاضل نظری که رئیس حوزه هنری استان تهران بوده است برگزار می‌شود. در این دوره ابتدا جشنواره ملی و پس از آن بین‌المللی می‌شود.

### هفتم
این دوره از جشنواره در سال ۱۳۸۹با فیلمی از ابراهیم حاتمی کیا افتتاح شد و در اختتامیه آن از ۵ چهره سینمایی از جمله مجید مجیدی، ابراهیم حاتمی کیا، رضا میرکریمی، شهریار بحرانی و رسول ملاقلی پور تقدیر به عمل آمد و به صورت زنده موسیق فیلم‌های آن‌ها نواخته شد. دبیر این دوره از جشنواره به عهده حسین ربانی غریبی بوده و هیئت انتخاب و داوری نیز افرادی چون رضا میرکریمی، عبدالله علی‌مراد، ابراهیم فیاض، فرهاد توحیدی و مهرداد اسکویی بوده‌اند.

### هشتم
در اختتامیه هشتمین دوره از جشنواره فیلم ۱۰۰ ثانیه ای در اسفند ۱۳۹۰ که با اجرای آزاده نامداری و احسان کرمی و دبیری حسین ربانی غریبی برگزار می‌شد نورالدین زرین کلک که به دلیل کشف حجاب از دانشگاه اخراج شده بود در میان داوران به روی سن آمد تا در بخش اهدای جوایز باشد که به دلیل تشویق بیش از اندازه مردم حاشیه‌های فراوانی از جمله برکناری دبیر آن دوره از جشنواره را به همراه داشت. بعد این اتفاق حوزه هنری رسماً بیانیه عذر خواهی صادر کرد.
در بخش دیگری توسط عزت‌الله انتظامی بزرگداشت بانوی با اخلاق سینما و تلویزیون خانم ژاله علو برگزار شد.

### نهم
این دوره از جشنواره پس از یک سال وقفه در برگزاری جشنواره با دبیری سید مهدی طباطبایی نژاد در تالار اندیشه برگزار شد.